# Robert Michels
Robert Michels (Colónia, 9 de janeiro de 1876 — Roma, 3 de maio de 1936) foi um sociólogo alemão radicado na Itália.
Michels analisou o comportamento político das elites intelectuais, tornando-se conhecido pela sua obra Sociologia dos partidos políticos (1915).

## Biografia
Michels, nascido de uma rica família alemã, estudou na Inglaterra; Paris (Sorbonne); nas universidade alemãs de Munique, Lípsia (1897) e Halle (1898); e em Turim. Na Itália, ele associou-se ao sindicato rivoluzionario, sindicato revolucionário italiano, um ramo esquerdista do Partido Socialista Italiano (PSI). Ele deixou os dois partidos em 1907. Ensinou economia, ciência política e sociologia na Universidade de Turim; economia na Universidade de Basileia entre 1914 e 1926; nos seus últimos anos, economia e história das doutrinas na Universidade de Perúgia.
Desencantado com a falta de democracia interna no partido, analisou na sua obra mais conhecida a "lei de ferro da oligarquização" nos sindicatos e partidos operários. Nos anos 20 e 30 escreveu sobre nacionalismo, o socialismo e fascismo italiano, o papel dos intelectuais e das elites, a mobilidade social, a história das ciências sociais. Foi por vezes criticado pelo seu tom desiludido em relação à democracia e uma tendência elitista, que o terão tornado conivente com o fascismo italiano.

## Obras
Apenas a obra mais conhecida de Michels, a Sociologia dos partidos políticos, foi editada em português.
Em Portugal:
- Para uma sociologia dos partidos políticos na democracia moderna: investigação sobre as tendências oligárquicas na vida dos agrupamentos políticos, Lisboa: Antígona, 2001 [1915].

No Brasil:
- Sociologia dos partidos políticos, Brasília: Universidade de Brasília, 1982.